# The Beaver
The Beaver (también conocida como El castor en España o Mi otro yo y La doble vida de Walter en Hispanoamérica dependiendo del país) es una película estadounidense dramática de 2011 dirigida por Jodie Foster y protagonizada por Mel Gibson y Foster. Es su primera película juntos desde Maverick (1994).

## Argumento
Walter Black (Mel Gibson) es un deprimido director general de Jerry Co., una empresa de juguetes aproximándose a la quiebra. Él es expulsado de su casa por su esposa (Jodie Foster), para alivio de su hijo mayor, Porter (Anton Yelchin). Walter se muda a un hotel. Después de algunos intentos de suicidio fallidos, Walter desarrolla un alter ego (personalidad alternativa) que es representada por un títere de castor que Walter encuentra entre la basura, mismo que desde entonces siempre andará consigo y a través de la cual él se estaría comunicando con otras personas, ayudándolo a recuperarse. Primero, Walter establece un vínculo con su hijo menor Henry, y luego con su esposa, no siendo así con su hijo mayor Porter. Por otro lado también logra tener éxito una vez más en el trabajo mediante la creación de una línea de kits de construcción llamada "Mr. Beaver" para niños.
Porter, quien es pagado para escribir para estudiantes, se le pide redactar el discurso de graduación de Norah (Jennifer Lawrence) una de sus compañeras de la escuela. Porter se siente atraído por ella, pero se siente avergonzado debido al comportamiento de su padre mientras este interactúa a través del títere.
La esposa de Walter se retira de la casa con los niños, debido a que Walter le mintió acerca del uso de castor como terapia monitoreada por sus psiquiatras, ella siente que no puede comunicarse con su esposo y que al mismo tiempo el castor se estaba apoderando de la personalidad del mismo.
Parte de la personalidad de Walter quiere deshacerse del castor para reconciliarse con su esposa, pero otra parte quiere que el castor se quede. Walter quien de repente se da cuenta de lo que ha hecho pasar a su familia debido al títere, comienza a luchar contra el castor, pero este no cede, finalmente, logra arrancarse al títere de su vida amputándose abruptamente el antebrazo. Walter acaba con una prótesis de mano y es enviado a un hospital psiquiátrico.
Como resultado de su despertar, Norah se reconecta con Porter, mientras empieza a leer el discurso escrito por porter, Norah se detiene y admite públicamente que no lo escribió ella misma, y en cambio, explica el valor de la verdad y el trauma causado por la muerte de su hermano hace algunos años. Porter, se da cuenta del valor de su padre y se reconcilia con él. 
Walter finalmente vuelve a su estado normal y con una nueva oportunidad de comenzar su vida otra vez.

## Reparto
- Mel Gibson como Walter Black, el CEO de una empresa de juguetes.
- Jodie Foster como Meredith Black, la esposa de Walter.
- Anton Yelchin como Porter Black, el hijo adolescente de Walter y Meredith.
- Jennifer Lawrence como Norah.
- Riley Thomas Stewart como Henry Black, el hijo menor de Walter y Meredith.
- Zachary Booth como Jared.
- Cherry Jones

## Producción
Con un presupuesto de $ 21 millones, The Beaver fue filmado en el condado de Westchester, Nueva York y en la ciudad de Nueva York. Una parte de la película fue filmada en White Plains Senior High School en White Plains, Nueva York. El rodaje se completó en noviembre de 2009. Antes de que Gibson fuera contratado, Steve Carell y Jim Carrey fueron considerados para el papel protagónico.

## Lanzamiento y taquilla
The Beaver tuvo su estreno mundial el 16 de marzo de 2011, donde el diario Los Angeles Times informó de que se le dio "un abrazo relativamente cálido". La película tuvo un estreno limitado en 22 cines el 9 de mayo de 2011.
Durante su primer fin de semana, la película recaudó 107.577 dólares. Entertainment Weekly y varios medios de comunicación informaron que el rendimiento de la película en taquilla fue un "fracaso" con una distancia de solo 4.890 dólares por cine en contra de su presupuesto de 21 millones de dólares (sin incluir los costos de comercialización). Entertainment Weekly compara la taquilla bruta de The Beaver frente a otros más recientes "fracasos de taquilla" de Mel Gibson. Edge of Darkness de 2010, que debutó con un promedio por cine de 5.615 dólares a más de 3.000 puntos, y el éxito de taquilla de 2010 de El cisne negro, que recaudó un promedio por cine de 88.863 dólares en versión limitada a solo 16 teatros. The Beaver fue el peor debut para una película dirigida por Foster.
A partir del 9 de junio, la película ha recaudado 898,492 dólares. Michael Cieply del New York Times observó el 5 de junio de 2010, que la película había llegado a casi un millón de dólares, lo que es un certificado "flop". Foster opinó que a la película no le fue bien con el público estadounidense, ya que era una "comedia-drama", "y muy a menudo los estadounidenses no se sienten cómodos con eso".

## Recepción

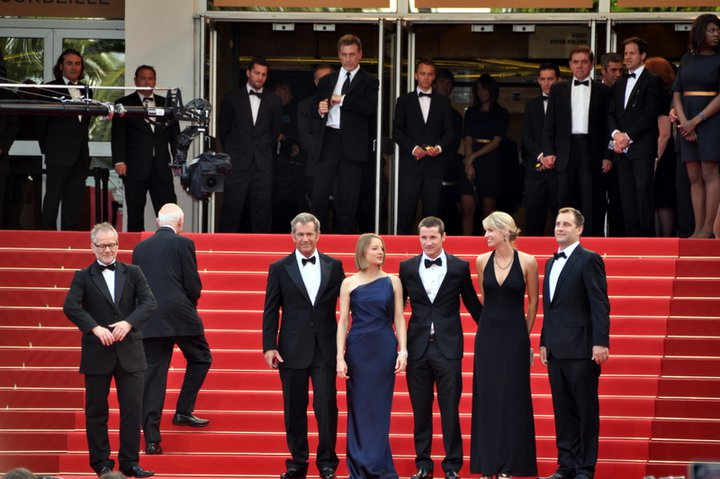
Elenco de la película The Beaver en el Festival de Cannes de 2011.

The Beaver recibió críticas mixtas a positivas de los críticos. Rotten Tomatoes da a la película una puntuación de 62% sobre la base de las opiniones de 125 críticos y los informes de una valoración de 6,4 sobre 10. Se informó del consenso general "Los instintos visuales de Jodie Foster y el desempeño de Mel Gibson, todo para vender esta película sincera y directa". En Metacritic, que asigna una puntuación media ponderada de 100 a comentarios de la prensa convencional, la película recibió una puntuación de 59 basado en 32 opiniones.
Roger Ebert dio a la película 2 1/2 (de un máximo de 4) estrellas, diciendo: "The Beaver es casi exitosa, a pesar de la premisa de su guion, que era simplemente incapaz de aceptarse".